# Винснес, Ханна
Ханна Олава Винснес (урожденная Стрём) (норв. Hanna Winsnes; 29 августа 1789, Драммен, Бускеруд — 19 октября 1872, Ванг, Оппланн) — норвежская поэтесса, писательница и автор поваренных книг. Первая женщина-писательница Норвегии.

## Биография

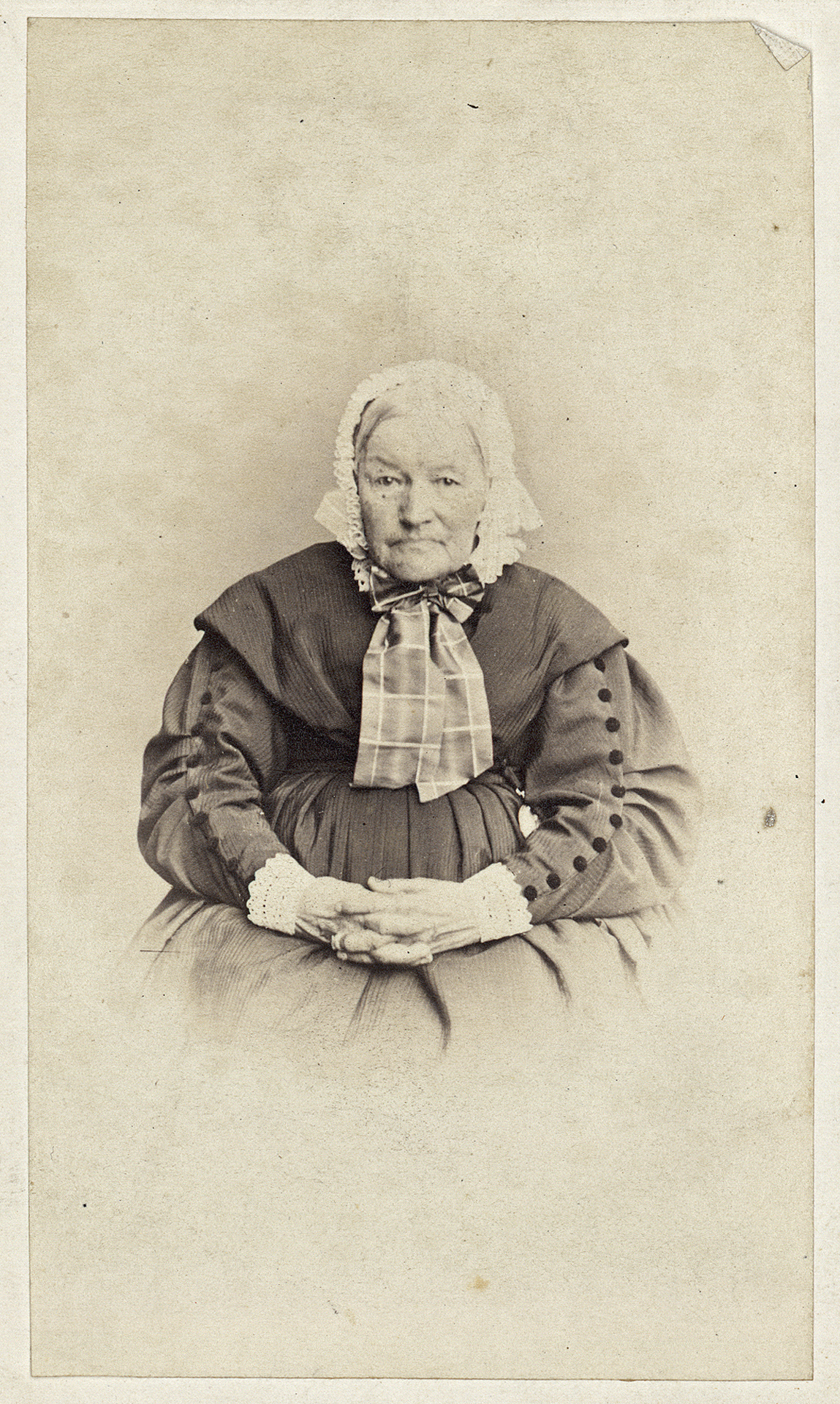
Ханна Олава Винснес

Родилась в уважаемой семье государственных служащих. Рано осиротела. Вышла замуж за приходского священника и члена парламента П. Винснеса (1794—1889). Родила 7 детей. Была прабабушкой норвежской писательницы Барбры Ринг. Занималась ведением домохозяйства. Формального образования не получила.

## Творчество
Автор учебников, религиозных сочинений и художественных произведений.
Дебютировала в 1841 году под псевдонимом «Хьюго Шварц» опубликовав роман Grevens Datter . Затем выпустила детскую книгу Aftnerne paa Egelund (1852). Особенно запомнилась кулинарной книгой Lærebog i de forskjellige Grene af Huusholdningen («Учебник для различных ветвей домашнего хозяйства») 1845 года, в которую также включены вопросы животноводства, разделки мяса, выпечка, варка мыла и лепка свечей. Книга также содержала множество рецептов, как для блюд, так и для приготовления кондитерских изделий и выпечки. Книга вышла в четырнадцати изданиях.
В дополнение к этой кулинарной книге Х. Винснес издала книгу по ведению домашнего хозяйства для бедных домохозяек и книгу для «бедных» семей в городе и деревне. Кроме того, издала учебник по ткачеству и книгу для горничных; посмертно также появилось издание для домохозяек и о ведении домохозяйств. Во всех своих произведениях она подчеркивает важность порядка и чистоты, хорошего планирования и правильного использования подручного сырья; это относится ко всем слоям населения.
Опубликовала ряд религиозных книг для детей, «Катехизис пяти сторон» и "Библейскую историю", изложенные в стихах. Самой известной её детской книгой является Aftnerne på Egelund, сборник сказок для девочек, который принёс большую пользу и известность автору. Х. Винснес также опубликовала сборник собственных загадок «с сопровождающими разгадками».
Интересной, но ныне частично забытой частью авторства Х. Винснес является развлекательная литература, изданная в начале 1840-х годов под псевдонимом «Хьюго Шварц»: романы «Дочь графа» и «Первый шаг» и 15 рассказов в ежемесячном журнале «Nat og Dag». В них прослеживается влияние таких писателей, как Гёте, Сэмюэл Ричардсон, Чарльз Диккенс и Вальтер Скотт.
Средства от книг использовала, в основном, для лечения, так как сильно страдала от подагры.